# Guadarrama (Madrid)
Guadarrama es un municipio y localidad española situada en la parte noroccidental de la Comunidad de Madrid. Cuenta con una población de 17 062 habitantes (INE 2024).

## Geografía
Guadarrama se encuentra en una posición estratégica dentro de la sierra de Guadarrama. Era un lugar de paso obligado para todos los que pretendían cruzar el Puerto de Guadarrama o Alto del León y adentrarse en tierras castellanas. Durante muchos siglos ha contado con cierto prestigio gracias a que está comunicado por uno de los principales viales de España, la carretera de La Coruña. Se encuentra a 48,3 km de Madrid, a 46,8 km de Segovia y a 64,1 km de Ávila.
| Noroeste: El Espinar (Segovia)                   | Norte: Los Molinos              | Noreste: Collado Mediano          |
| Oeste: El Espinar (Segovia) y Peguerinos (Ávila) |                                 | Este: Collado Mediano y Alpedrete |
| Suroeste: Peguerinos (Ávila)                     | Sur: San Lorenzo de El Escorial | Sureste: Collado Villalba         |

## Etimología
Hay dos teorías acerca del origen del topónimo Guadarrama.
Según algunos etimologistas el topónimo de Guadarrama sería un hidrónimo que procede de la lengua árabe (Wādī-r-Raml, río de arena), aludiendo al río que daría nombre al pueblo y a la sierra.
La segunda teoría sostiene que el término sería en su origen un orónimo de la sierra. La expresión aquae dīrama (dispersión de agua, separación de agua) era utilizada por los romanos para nombrar los puntos divisorios de las aguas y, en el caso concreto de la sierra de Guadarrama, para marcar el límite de los ríos que vertían bien al Duero, bien al Tajo. Guadarrama sería en origen, por tanto, el nombre de las montañas que separan las dos grandes cuencas fluviales del centro peninsular. Por aproximación fonética al árabe, el término latino derivó en guadarrama.

## Historia
Guadarrama fue fundada por pobladores procedentes del Concejo de Segovia en 1268 bajo la autoridad del rey Alfonso X el Sabio   (1252-1284). Ante la necesidad de poblar la zona reconquistada, fueron
concedidas varias cartas puebla por los reyes Alfonso
VII (1126-1157) y Alfonso VIII (1158-1214), animando
a poblar las Extremaduras del Duero y la Transierra. Los concejos se organizaron en Comunidades de Villa y Tierra. La casa de la Comunidad de Villa y Tierra de Segovia en
Guadarrama fue la actual casa del vecino Araluce.

Guadarrama obtuvo el título de villa de Fernando el Católico el 22 de noviembre de 1504.

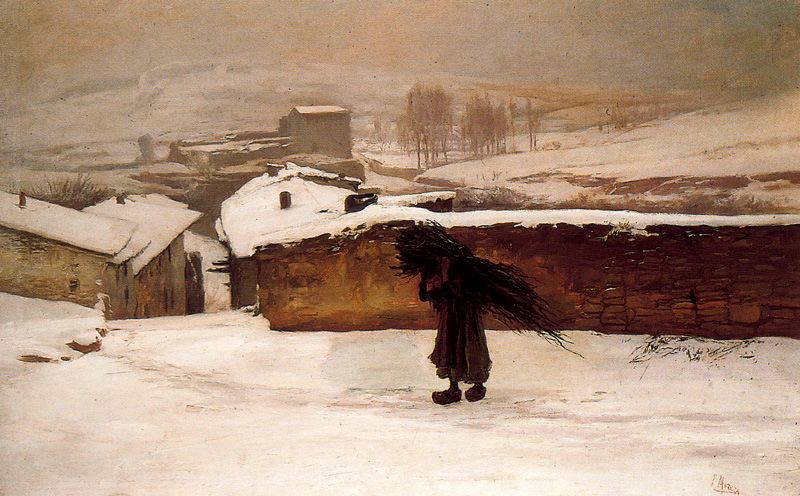
Guadarrama por Jaime Morera

Fernando VI ordenó la construcción de la carretera de La Coruña por el Puerto de Guadarrama, por el que pasó en 1808 la Grande Armée con Napoleón a la cabeza en busca del ejército de Moore. Toda esta zona fue testigo de intensos combates durante la Guerra Civil, finalizada la cual, la Dirección General de Áreas Devastadas tuvo que reconstruir el pueblo casi por completo.
Tras un corto periodo en que fue famosa por sus sanatorios antituberculosos, Guadarrama se transformó en una importante localidad turística y en la segunda residencia de muchos habitantes de la ciudad de Madrid. Su interés turístico reside en gran parte en la cercanía a la sierra de Guadarrama. El punto más alto del municipio es Cabeza Líjar, con una altura de 1823 m por encima del nivel del mar.

## Patrimonio
El paso de la historia y de las gentes que han habitado este lugar han dejado un rico patrimonio. Entre otros monumentos y edificaciones destacan:
Centro cultural La Torre. Fue iglesia de San Miguel Arcángel hasta finales del siglo XIX cuando se trasladó su culto al edificio de las antiguas Paneras Reales. De estilo románico en origen pero con reformas en los siglos XV y XVI, ampliación en 1728, y obras diversas en 1829 y 1888. De la época medieval conserva el ábside mudéjar con verdugadas de mampostería y ladrillo, el muro y la torre. En la actualidad es un centro cultural.
Iglesia parroquial de San Miguel Arcángel. Construcción del siglo XVIII que era el antiguo Pósito o Panera Real, un almacén de cereales donde también se molía el trigo y se guardaba la harina obtenida. En el siglo XX fue convertida en iglesia.
Fuente de Los Caños. Con el propósito de embellecer el Camino Real de Castilla y suministrar agua al pueblo y a los viajeros que cruzaban la sierra, en 1785, el monarca Carlos III mandó construir la fuente de los Caños. Esta elegante fuente neoclásica se convirtió en un polo de atracción y de expansión de las edificaciones del pueblo, al margen del núcleo central existente alrededor de La Torre.
Puente del Rosario. Construido en el siglo XVIII, en el reinado de Carlos III. Debe su nombre a una de las dos ermitas que se encontraban en las proximidades. Forma parte, junto con el Puente del Herreño y el Puente de Retamar, del interesante conjunto de construcciones asociadas a los antiguos caminos, creadas para salvar el curso medio del río Guadarrama.
Ayuntamiento y plaza Mayor. El Ayuntamiento se estructura en torno a una plaza concebida como los cinco lados de un octógono regular. Está emplazado muy cerca del lugar que ocupaba la antigua casa consistorial destruida durante la Guerra Civil. Forma parte del conjunto de edificaciones realizadas por la Dirección General de Regiones Devastadas en los años cuarenta durante la reconstrucción de Guadarrama.

## Demografía
Cuenta con una población de 17 062 habitantes (INE 2024).
| Gráfica de evolución demográfica de Guadarrama entre 1842 y 2021                                                    |
| |
| Población de derecho según los censos de población del INE Población de hecho según los censos de población del INE |

## Comunicaciones

### Carreteras
El municipio de Guadarrama está vertebrado por una amplia red de carreteras entre las que se encuentran las siguientes:
- AP-6: Autopista del Noroeste (funciona como circunvalación sur de Guadarrama). Tiene un tramo de 10 km libre de peaje (PK. 42-52) hasta el túnel de Guadarrama, que ha permitido descongestionar el tráfico en el pueblo, especialmente en períodos vacacionales.
- N-6: La Carretera de La Coruña discurre por el término municipal desde Collado Villalba, atravesando el centro de la localidad en dirección al Alto del León.
- M-510: carretera autonómica de Guadarrama (N-6) a Aldea del Fresno (pasando por Galapagar). También facilita el acceso a urbanizaciones alejadas del casco urbano.
- M-527: carretera autonómica que comunica la carretera de La Coruña con la Abadía Benedictina del Valle de los Caídos.
- M-600: carretera autonómica de Guadarrama a Navalcarnero. Permite el acceso al Valle de los Caídos, El Escorial y otros municipios de la zona oeste de la Comunidad de Madrid.
- M-614: carretera autonómica de Guadarrama a Navacerrada. Atraviesa la localidad en dirección a Los Molinos y desemboca en la carretera del Puerto de Navacerrada.
- M-619: carretera autonómica de Guadarrama (N-6) a Alpedrete.
- M-622: carretera autonómica de Guadarrama a Cercedilla, pasando por Los Molinos.
- M-623: carretera autonómica de Guadarrama al cruce con la M-607 (carretera de Colmenar Viejo). Facilita las comunicaciones con Collado Mediano, Becerril de la Sierra y otras localidades del norte de la región.

### Autobús
Guadarrama cuenta un amplio servicio de autobuses, pues tiene diez líneas interurbanas, una urbana y una de largo recorrido. De las líneas interurbanas, seis conectan con Madrid, estableciendo su cabecera en el Intercambiador de Moncloa. Las otras cuatro líneas, conectan Guadarrama con San Lorenzo de El Escorial, Collado Villalba, Majadahonda, Alpedrete, Cercedilla, Las Rozas de Madrid, Collado Mediano, Los Molinos y Navacerrada.

#### Largo recorrido
| Línea   | Recorrido                                                     | Operador                  |
| ------- | ------------------------------------------------------------- | ------------------------- |
| VAC-246 | Madrid – Segovia (y hasta Melgar de Fernamental con hijuelas) | Avanza Movilidad Integral |

#### Interurbanos
| Línea | Recorrido                                                      | Operador                  |
| ----- | -------------------------------------------------------------- | ------------------------- |
| 660   | San Lorenzo de El Escorial - Guadarrama - Villalba             | ALSA                      |
| 664   | Madrid (Moncloa) – San Lorenzo de El Escorial (por Guadarrama) | ALSA                      |
| 680   | Collado Villalba (Hospital) - Cercedilla                       | Avanza Movilidad Integral |
| 681   | Madrid (Moncloa) – Alpedrete                                   | Avanza Movilidad Integral |
| 682   | Madrid (Moncloa) – Villalba - Guadarrama                       | Avanza Movilidad Integral |
| 683   | Madrid (Moncloa) – Collado Mediano                             | Avanza Movilidad Integral |
| 684   | Madrid (Moncloa) – Cercedilla (por Guadarrama)                 | Avanza Movilidad Integral |
| 685   | Majadahonda (Hospital) – Las Rozas - Guadarrama - Navacerrada  | Avanza Movilidad Integral |
| 688   | Madrid (Moncloa) – Los Molinos                                 | Avanza Movilidad Integral |
| 690   | Guadarrama – Collado Mediano - Navacerrada                     | Avanza Movilidad Integral |

#### Urbanos
| Línea | Recorrido                                  | Operador                  |
| ----- | ------------------------------------------ | ------------------------- |
| 4     | Polideportivo - Vallefresnos/La Serranilla | Avanza Movilidad Integral |

## Administración y política
En la primera convocatoria de elecciones municipales, celebradas en abril de 1979, la candidatura más votada resultó ser la del Partido Socialista Obrero Español (PSOE), obteniendo una mayoría simple de 5 de los 11 ediles de la corporación, frente a los 3 concejales de Unión de Centro Democrático (UCD) y otros 3 ediles independientes. Sin embargo, el hecho de no haber alcanzado una mayoría absoluta suficiente para gobernar en solitario, posibilitó que finalmente fuese el candidato de UCD, Miguel Aláez Gómez, que sí obtuvo los apoyos necesarios para su investidura, quien accediese a la alcaldía del municipio serrano.

Casa consistorial en la plaza Mayor, 5.

En las cuatro siguientes convocatorias electorales se impusieron de forma consecutiva y por mayoría absoluta las candidaturas de la derecha política: la coalición AP-PDP-UL (abril de 1983), Alianza Popular (AP) ya en solitario (junio de 1987), Partido Popular (PP) (1991 y 1995). Finalmente, en las elecciones de junio de 1999 el PP, con 6 ediles, perdió la mayoría absoluta de la que había gozado durante años, posibilitando la formación de un gobierno municipal en coalición compuesto por las otras dos formaciones políticas que habían obtenido representación en el nuevo Consistorio: PSOE, con 5 concejales, y Partido Renovador Independiente de Guadarrama (PRIG), con 2 ediles. Ambos partidos gobernaron en coalición durante la legislatura 1999-2003, hasta que el Partido Popular recuperó la mayoría absoluta en los comicios de mayo de 2003, con 10 concejales, dejando de nuevo en la oposición a PSOE (6) y PRIG (1).
Aún reforzaría esa mayoría el PP en las elecciones de mayo de 2007, en las que obtuvo 11 ediles, frente a los 4 del PSOE, 1 de la Plataforma Democrática de Guadarrama (PDG) y 1 de Izquierda Unida de la Comunidad de Madrid (IU-CM), formación esta última que obtenía representación municipal por vez primera desde la reinstauración de la democracia. El PRIG se quedó sin representación tras dos mandatos consecutivos de presencia en el consistorio.

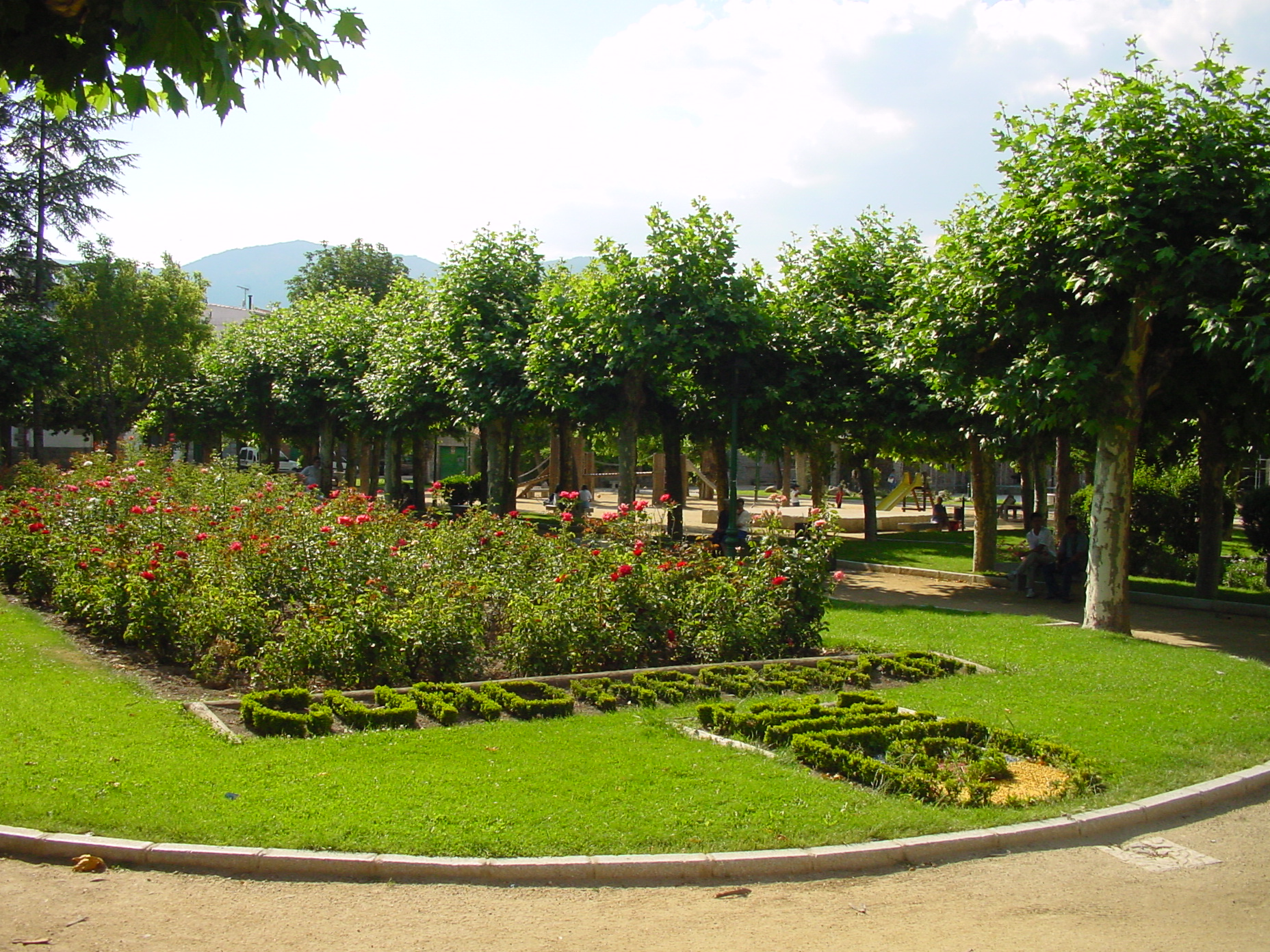
Parque en la localidad

Las elecciones locales de mayo de 2011 propiciaron un vuelco político similar al producido en 1999, pues la victoria de una formación de ámbito local, la agrupación popular por Guadarrama (APPG), liderada por la exalcaldesa del PP Carmen María Pérez del Molino, puso fin a la hegemonía del Partido Popular en el municipio. Pérez del Molino provocó una escisión en el PP local tras no haber sido reelegida para encabezar la candidatura de dicho partido a las elecciones municipales; fundó con sus fieles una nueva formación política al margen del PP y con ella concurrió a los comicios. Su victoria frente al PP fue exigua (apenas 19 votos de diferencia y ambas formaciones con el mismo número de concejales, seis) pero suficiente para resultar reelegida alcaldesa al obtener los apoyos necesarios para su investidura. El resto de formaciones que obtuvieron representación fueron el PSOE (3 concejales), Izquierda Unida-Los Verdes (1) y Unión Progreso y Democracia (1).
En las elecciones de 2015 la alcaldesa fue reelegida manteniendo los concejales de 2011, mientras que el Partido Popular disminuyó en dos sus concejales.
Tras las elecciones celebradas el 26 de mayo de 2019 el Partido Popular (PP) se reencontró con la victoria 12 años después, consiguiendo 4 de los 17 concejales de la corporación y empatando con el partido de la alcaldesa en funciones (APPG). En la sesión plenaria celebrada el 15 de junio de 2019, el Partido Popular logró el apoyo del edil de Ciudadanos, por lo que fue proclamado alcalde el popular Diosdado Soto Pérez. Las elecciones del 28-M otorgaron al Partido Popular una mayoría más amplia (7 concejales) quedándose a 2 escaños de la mayoría absoluta en el municipio. Diosdado Soto fue reelegido alcalde recibiendo el apoyo de los 2 ediles de VOX consiguiendo la mayoría absoluta en el pleno del Ayuntamiento. Para la legislatura 2023-2027, Guadarrama será gobernado por un ejecutivo en coalición PP-VOX.
Resultados de las elecciones municipales en Guadarrama
| Partido político | Partido político                                 | 2023  | 2023  | 2023       | 2019  | 2019  | 2019       | 2015  | 2015  | 2015       | 2011  | 2011  | 2011       | 2007  | 2007  | 2007       |  |
| Partido político | Partido político                                 | %     | Votos | Concejales | %     | Votos | Concejales | %     | Votos | Concejales | %     | Votos | Concejales | %     | Votos | Concejales |  |
|                  | Partido Popular (PP)                             | 37,18 | 3143  | 7          | 21,11 | 1672  | 4          | 22,25 | 1597  | 4          | 32,27 | 2231  | 6          | 58,85 | 3840  | 11         |  |
|                  | Partido Socialista Obrero Español (PSOE)         | 20,19 | 1707  | 3          | 17,33 | 1372  | 3          | 13,01 | 934   | 2          | 17,31 | 1197  | 3          | 22,62 | 1476  | 4          |  |
|                  | Agrupación Popular Por Guadarrama (APPG)         | 12,69 | 1072  | 2          | 18,78 | 1487  | 4          | 29,2  | 2096  | 6          | 32,54 | 2250  | 6          | —     | —     | —          |  |
|                  | Vecinos Por Guadarrama (VxG)                     | 11,53 | 975   | 2          | 15,19 | 1203  | 3          | —     | —     | —          | —     | —     | —          | —     | —     | —          |  |
|                  | Vox                                              | 10,17 | 860   | 2          | 9,16  | 725   | 1          | 6,85  | 492   | 1          | —     | —     | —          | —     | —     | —          |  |
|                  | Unidas por Guadarrama - Podemos-IU - Si se puede | 6,38  | 540   | 1          | 8,46  | 670   | 1          | 15,23 | 1093  | 3          | —     | —     | —          | —     | —     | —          |  |
|                  | Ciudadanos (Cs)                                  | —     | —     | —          | 6,57  | 520   | 1          | —     | —     | —          | —     | —     | —          | —     | —     | —          |  |
|                  | Izquierda Unida (IU)                             | —     | —     | —          | —     | —     | —          | 6,35  | 456   | 1          | 8,56  | 592   | 1          | 6,31  | 330   | 1          |  |
|                  | Unión Progreso y Democracia (UPyD)               | —     | —     | —          | —     | —     | —          | 4,26  | 306   | —          | 5,06  | 436   | 1          | —     | —     | —          |  |
|                  | PDG                                              | —     | —     | —          | —     | —     | —          | —     | —     | —          | —     | —     | —          | 7,2   | 470   | 1          |  |

Relación de alcaldes de la democracia en Guadarrama:
| Periodo   | Nombre                                                                  | Partido     |
| --------- | ----------------------------------------------------------------------- | ----------- |
| 1979-1983 | Miguel Aláez Gómez                                                      | UCD         |
| 1983-1987 | Miguel Aláez Gómez                                                      | CP          |
| 1987-1991 | Miguel Aláez Gómez                                                      | AP          |
| 1991-1995 | Miguel Aláez Gómez                                                      | PP          |
| 1995-1999 | José Ignacio Fernández Rubio                                            | PP          |
| 1999-2003 | Diosdado Soto Velasco y Fernando Cruz Medrano                           | PRIG y PSOE |
| 2003-2007 | José Ignacio Fernández Rubio                                            | PP          |
| 2007-2011 | José Ignacio Fernández Rubio (hasta 2008) Carmen María Pérez del Molino | PP          |
| 2011-2015 | Carmen María Pérez del Molino                                           | APPG        |
| 2015-2019 | Carmen María Pérez del Molino                                           | APPG        |
| 2019-2023 | Diosdado Soto Pérez                                                     | PP          |
| 2023-act. | Diosdado Soto Pérez                                                     | PP          |

## Servicios públicos

### Educación
En Guadarrama hay cuatro escuelas infantiles (una pública y tres privadas), dos colegios públicos de educación infantil y primaria, un instituto de educación secundaria -el IES Guadarrama- y tres colegios privados (con y sin concierto).

### Sanidad
Guadarrama cuenta con un centro de salud, y otro en construcción, y con el Hospital de Guadarrama, perteneciente al Servicio Madrileño de Salud y que desde 1934 presta servicio a la población, primero como centro de referencia para el tratamiento de la tuberculosis y actualmente como uno de los centros de media estancia que apoya en las labores de rehabilitación de pacientes en toda la red de hospitales públicos de agudos de la Comunidad de Madrid.
Además, a pocos kilómetros del municipio se encuentran el Hospital de El Escorial, el Hospital General de Villalba y el Hospital Universitario Puerta de Hierro de Majadahonda (complejo hospitalario cabecera de la zona noroeste de la Comunidad de Madrid), que ofrecen la cobertura sanitaria para todos los ciudadanos de la comarca.

## Cultura
Guadarrama cuenta con una variada programación cultural durante todo el año que atrae a numerosos turistas y visitantes a la localidad. Destacan sus fiestas populares:

### Fiestas en honor a la Virgen de la Jarosa

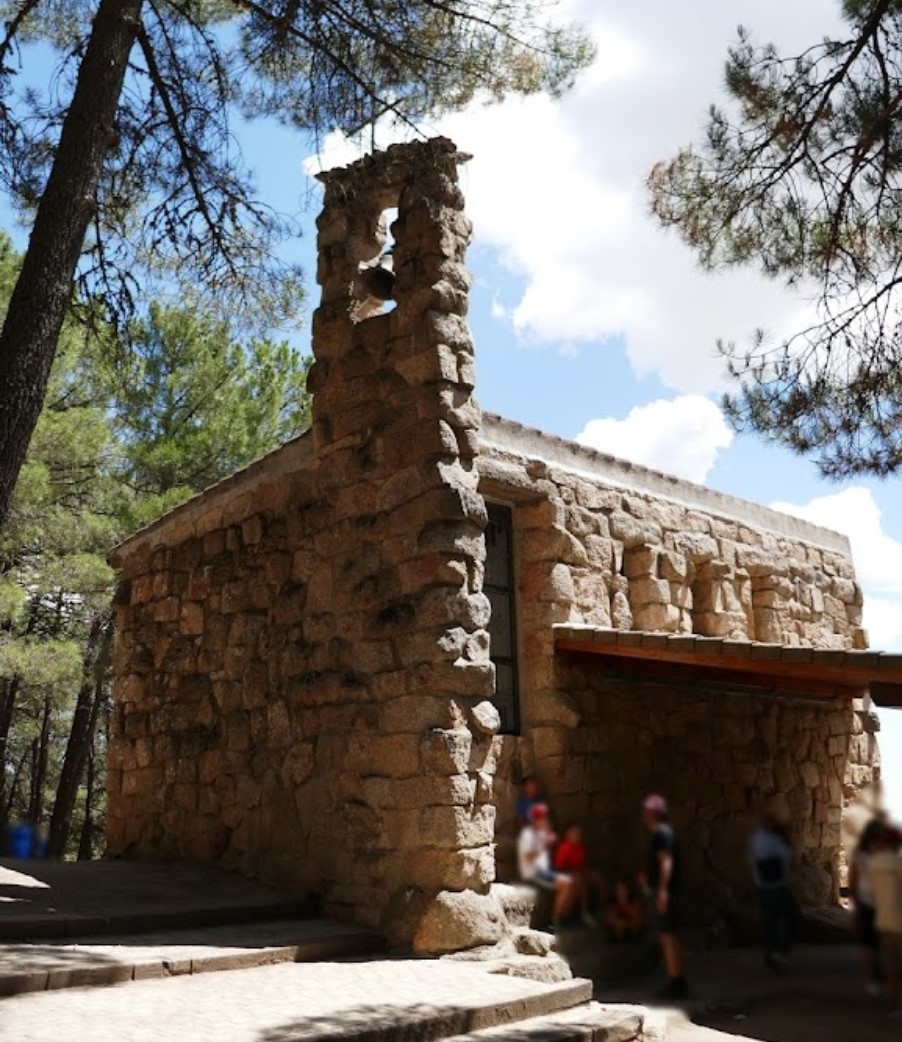
Ermita de la Virgen de la Jarosa

Tienen lugar durante el mes de agosto, siendo su día grande el 15 de agosto, día de la Asunción de María, según el calendario cristiano. Se realiza una romería en la que la imagen de la Virgen de La Jarosa sale de la parroquia de San Miguel Arcángel en procesión acompañada por la Hermandad de Romeros, peñas de la localidad que elaboran sus propias carrozas, vecinos y devotos hacia su ermita situada en el entorno del embalse de La Jarosa, a unos 4 kilómetros del centro del pueblo y donde permanece durante todo el año. Este tradicional evento religioso se viene realizando desde 1956 en el municipio de Guadarrama y cada año congrega a miles de personas.
Además, durante la celebración de estas fiestas tiene lugar el mercado medieval más antiguo de la comarca, así como conciertos y actividades para todas las edades.

### Fiestas patronales en honor a San Miguel Arcángel y San Francisco de Asís
Constituyen la semana grande de fiestas en la localidad y se celebran entre el día 29 de septiembre y el 5 de octubre. 
Guadarrama es un municipio con un gran tradición taurina, por lo que durante la celebración de estos festejos tiene lugar una importante feria de novilladas así como los tradicionales encierros por las calles de la localidad (considerados como uno de los mejores de la Comunidad de Madrid).

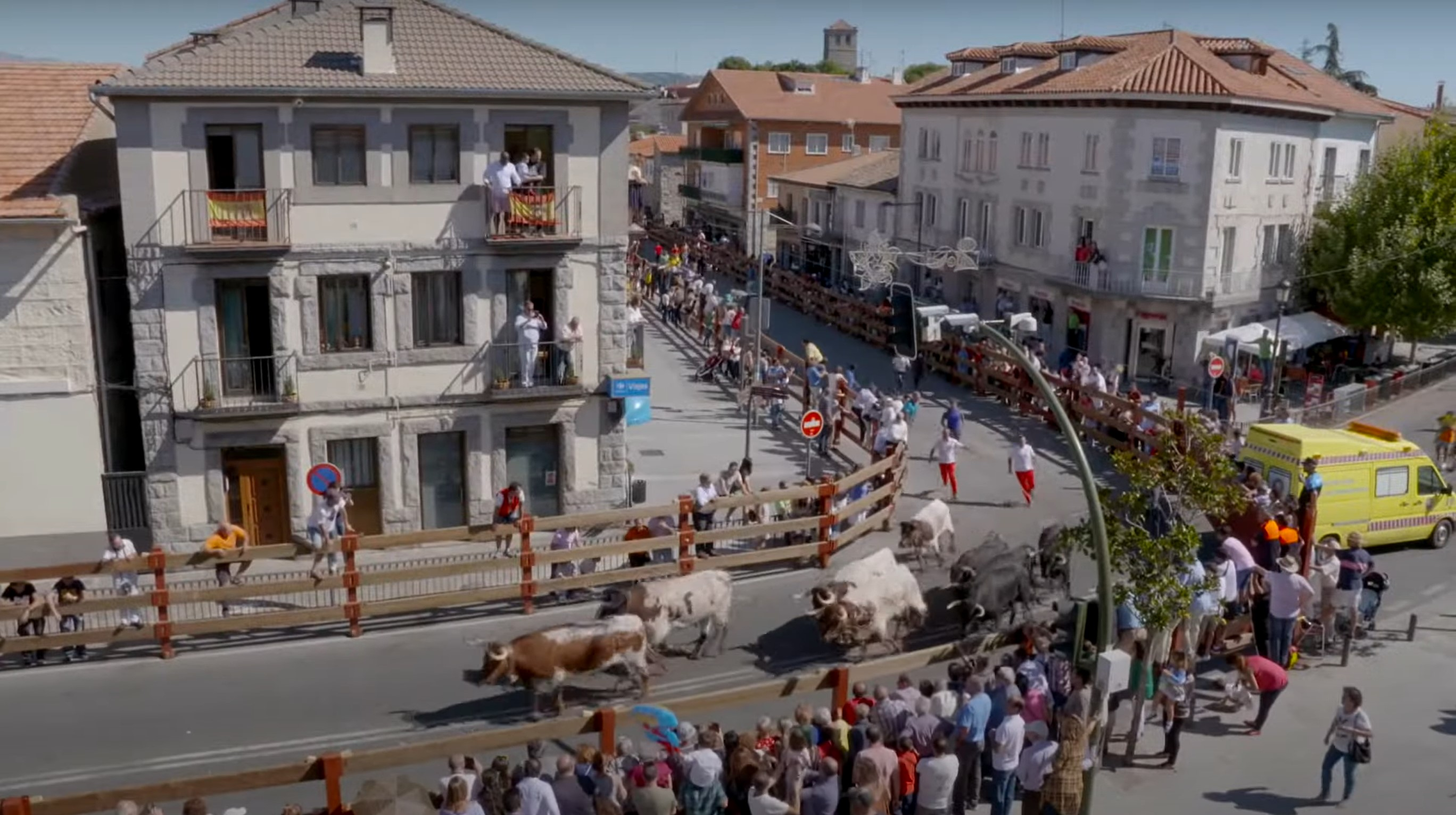
Tradicionales encierros durante las fiestas de Guadarrama

Además, se celebran procesiones, comidas de hermandad (como las "patatas con carne", a la espera de ser declaradas Fiesta de Interés Turístico Regional), así como verbenas en la plaza Mayor.